# Монтаж-Маунтин
Монтаж-Маунтин (англ. Montage Mountain) ― горнолыжный курорт в штате Пенсильвания, расположенный в 13 километрах от центра города Скрантон. Насчитывает 26 трасс и два ландшафтных парка. Здесь также находится одна из самых длинных в штате Пенсильвания площадок для сноубординга. Гора Монтаж имеет высоту 1960 футов (600 м), перепад высот составляет 1000 футов (300 м).

## История

### Право собственности
С 1984 по 1991 год курорт принадлежал некоммерческой организации Montage, Inc. Горнолыжная зона развивалась благодаря государственным и частным вливаниям. Государственное финансирование обеспечивалось федеральными фондами экономического развития и облигациями округа. В 1979 году земельный участок был приобретён компанией Pennsylvania Gas & Water Co. за 14 миллионов долларов. Строительные работы по обустройству курорта начались в январе 1984 года, торжественное открытие горнолыжной площадки состоялось в декабре того же года.
В 1991 году горнолыжный курорт был приобретён Администрацией округа Лакаванны за 14,7 миллиона долларов.
В 2006 году Администрация округа Лакаванны продала горнолыжную зону компании Sno Mountain, LP ― инвестиционной группе из Филадельфии, за 5,1 миллиона долларов. Горнолыжная зона была переименована в Сно-Маунтин. В 2012 году Sno Mountain, LP подала петицию о признании её банкротом, требуя более 24 миллионов долларов в долг. Национальный банк Пенн приобрел недвижимость курорта на аукционе за 4,6 млн долларов в марте 2013 года. Первоначальное название курорта, Монтаж-Маунтин, было восстановлено в мае 2013 года, когда территория была продана компании Jefferson-Werner за 5,1 миллиона долларов.

### Местность
Горнолыжный курорт Монтаж-Маунтин был открыт для посетителей в 1984 году. Тогда он насчитывал семь трасс и три трёхместными кресельные подъемника с фиксированным захватом. В 1987 году для спортсменов-профессионалов был открыт отдельный комплекс Норф-фейс.

### Горнолыжный спорт
На горе проложена трасса Уайт-лайтинг, вторая самая крутая горнолыжная трасса в восточной части США. Здесь также находится площадка Норф-фейс, предлагающая самый крутой спуск во всей Пенсильвании.